# Сальников Володимир Валерійович
Володимир Валерійович Сальников (рос. Владимир Валерьевич Сальников, 21 травня 1960, Ленінград, СРСР) — радянський плавець, олімпійський чемпіон.

## Виступи на Олімпіадах
| Олімпіада     | Дисципліна           | Місце     |
| ------------- | -------------------- | --------- |
| Монреаль 1976 | 400 м в/с            | 4 h4 r1/2 |
| Монреаль 1976 | 1500 м в/с           | 5         |
| Москва 1980   | 400 м в/с            | 1         |
| Москва 1980   | 1500 м в/с           | 1         |
| Москва 1980   | естафета 4×200 м в/с | 1         |
| Сеул 1988     | 1500 м в/с           | 1         |